# IC 5033
IC 5033 ist eine Spiralgalaxie vom Hubble-Typ Sc im Sternbild Indianer am Südsternhimmel. Sie ist schätzungsweise 309 Millionen Lichtjahre von der Milchstraße entfernt und hat einen Durchmesser von etwa 90.000 Lj.

Im selben Himmelsareal befinden sich u. a. die Galaxien IC 5034, IC 5035, IC 5036, IC 5043.
Das Objekt wurde am 17. Mai 1904 von Royal Harwood Frost entdeckt.